# Henry Eriksson
Knut Henry Eriksson (ur. 23 stycznia 1920 w Krylbo, zm. 8 stycznia 2000 w Gävle) – szwedzki lekkoatleta średniodystansowiec, mistrz olimpijski i wicemistrz Europy.
Przez całą karierę lekkoatletyczną rywalizował ze swym rodakiem Lennartem Strandem, który przeważnie w niej zwyciężał, z wyjątkiem finału olimpijskiego. Eriksson zdobył srebrny medal w biegu na 1500 metrów na Mistrzostwach Europy w 1946 w Oslo przegrywając ze Strandem. Podczas mistrzostw Szwecji 15 lipca 1947 w Malmö Strand wyrównał rekord świata na tym dystansie (3.43,0), a Eriksson zajął drugie miejsce ze swym najlepszym w toku całej kariery rezultatem 3.44,7.
27 lipca 1947 w Karlstad ustanowił wraz z kolegami klubowymi z Gefle IF Gävle, którymi byli: Olle Åberg, Ingvar Bengtsson i Gösta Bergkvist, rekord świata w sztafecie 4 × 1500 metrów czasem 15:34,6. Startując w tym samym składzie poprawili ten rekord na 15:30,2 3 lipca 1949 w Gävle
Szwedzi Strand, Eriksson i Bergkvist byli faworytami biegu finałowego na 1500 metrów na Igrzyskach Olimpijskich w 1948 w Londynie. Bieg był rozgrywany w deszczu, na rozmiękłej nawierzchni. Po rzebiegnięciu jednego kilometra Strand i Eriksson zwiększyli tempo i oderwali się od reszty stawki. Strand próbował wyprzedzić Erikssona na ostatnim wirażu, ale bez powodzenia i to Eriksson został złotym, a Strand srebrnym medalistą olimpijskim. Eriksson wkrótce potem zakończył wyczynowe uprawianie lekkiej atletyki.
W 1956 był jedną z trzech osób zapalających znicz olimpijski na zawodach jeździeckich w Sztokholmie, rozgrywanych w ramach igrzysk olimpijskich.